# نوک‌شاخ نوک‌زرد شمالی
 نوک‌شاخ نوک‌زرد شمالی یا نوک‌شاخ نوک‌زرد شرقی با نام علمی Tockus flavirostris پرنده‌ای از خانوادهٔ نوک‌شاخان است که بومی آفریقا بوده و در اریتره، اتیوپی، جیبوتی، کنیا، سومالی، سودان، تانزانیا و اوگاندا یافت می‌شود. این پرنده به نوک‌شاخ نوک‌زرد جنوبی شباهت دارد اما پوستهٔ اطراف چشم‌هایش به‌جای صورتی سیاهرنگ است.

## مشخصات
این پرنده جثه‌ای متوسط داشته و تا طولش به ۵۵ سانتی‌متر می‌رسد. مشخصهٔ آن منقاری دراز و خمیده به رنگ زرد متمایل به نارنجی است. چشمان پرنده زردرنگ بوده و پوست اطراف آنها سیاهرنگ است. پرهای ناحیهٔ گلو صورتی و سر و قسمت زیرین بدن سفیدرنگ است. بال‌های پرنده به رنگ سیاه-قهوه‌ای است و خال‌های سفید بر رویشان وجود دارد و دم پرنده نیز به رنگ قهوه‌ای تیره است. هر دو پرندهٔ نر و ماده از نظر ظاهری به یکدیگر شبیهند.
این پرنده را همچنین می‌توان از دور به‌وسیلهٔ شیوهٔ پروازش مرکب از سه بار بال زدن و سپس شناور شدن در آسمان تشخیص دااد.

## تغذیه
نوک‌شاخ نوک‌زرد شمالی همه‌چیزخوار است و از حشرات، جوندگان، میوهها و دانهها تغذیه می‌کند.

## نگارخانه

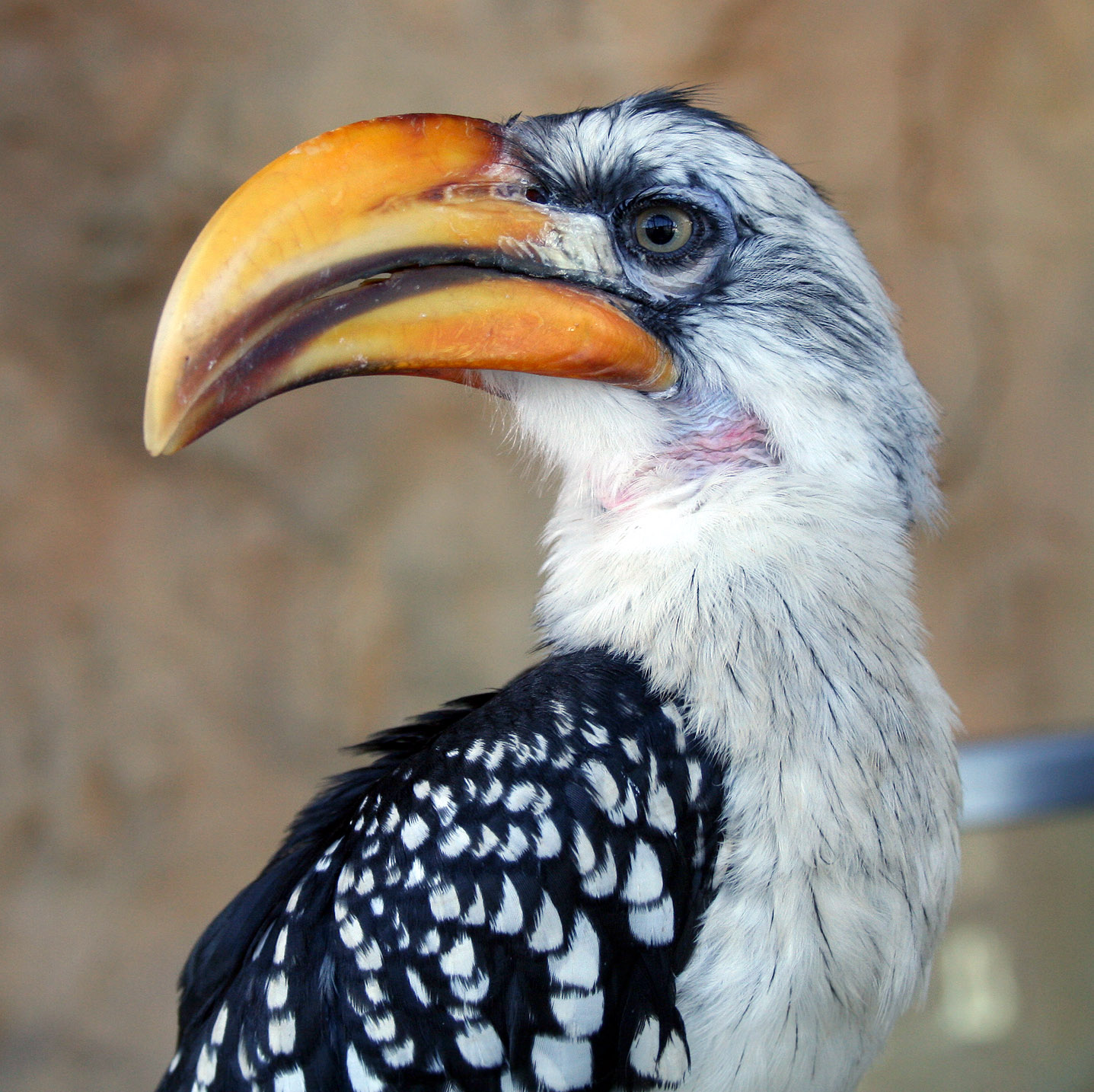
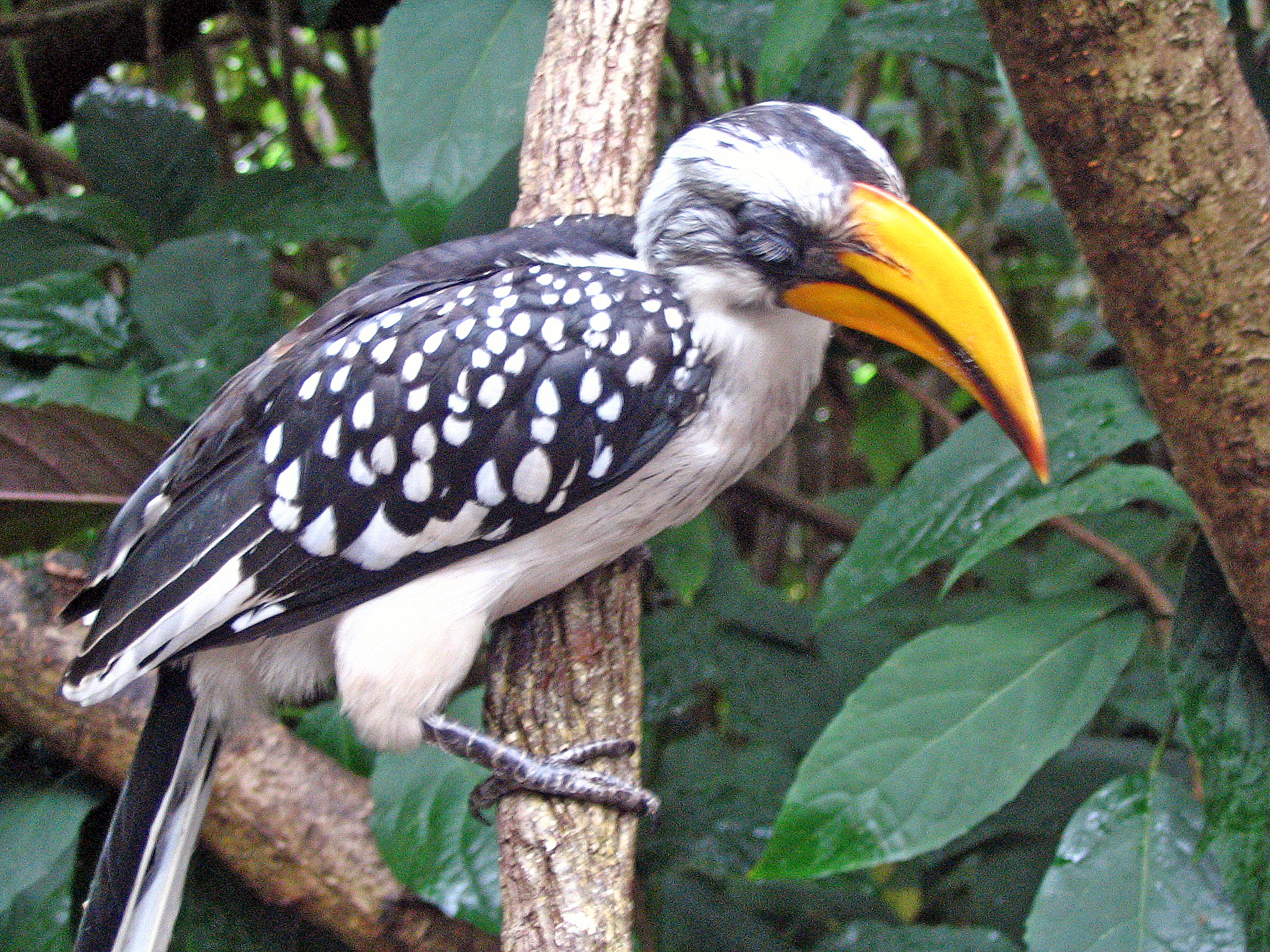